# Jonckheere
Jonckheere是比利時鲁瑟拉勒一个巴士製造廠，現时更名为VDL Bus Roeselare。

## 历史
Jonckheere于1881年创办，生产馬車。1902年開始制造房車，一直生产到1930年代。1922年Jonckheere開始制造巴士。後來，Jonckheere的巴士出口至全世界。1994年，Jonckheere被伯克霍夫收購。
1997年，伯克霍夫集團更名为伯克霍夫Jonckheere集團，集團在1998年被VDL集團收購。2003年Jonckheere改名叫VDL Jonckheere Bus & Coach N.V.。
2010年開始，VDL集團用VDL这個名取代旗下多個巴士生產牌子。2011年，VDL Jonckheere更名為VDL Bus Roeselare。
香港城巴曾經引入5台配Jonckheere車身的富豪B12行走跨境巴士路線，後來結束跨境路線業務時全數轉售紐西蘭。